# Башмаков, Леонид
Леонид Башмаков (1 апреля 1927, Териоки, Финляндия — 4 декабря 2016, Тампере, Западная и Центральная Финляндия) — финский композитор русского происхождения.

## Биография
Родился в Зеленогорске. Известен как автор музыки к таким фильмам как Onnen saari (1955), Ei enää eilispäivää (1956), Pertsa ja Kilu (1970), Война и мир мужчин (1978). Стилистически, ранние произведения Башмакова основаны на неоклассицизме 1950-х годов, поздние берут начало в свободном тональном стиле. Но основное творчество Башмакова сконцентрировано в абсолютной музыке — симфониях, концертах, камерной музыке. Также им написан ряд обширных вокальных произведений, например, Реквием (1988) для солистов, хора и оркестра. Был женат на актрисе Эве Гюльден.